# Edin Ramčić
Edin Ramčić (1 augustus 1970) is een Bosnisch voormalig voetballer en voetbalcoach. Hij was een verdediger die in België uitkwam voor onder meer KAA Gent en KV Oostende. Hij speelde in de jaren 90 ook 6 keer voor het Bosnisch voetbalelftal.

## Carrière
Edin Ramčić speelde in Kroatië toen hij in 1993 ontdekt werd door het Oost-Vlaamse KAA Gent, in het tijdperk van voorzitter Jean Van Milders. De Bosniër werd bij de Buffalo's een ploegmaat van onder meer Bart De Roover, Eric Viscaal, Foeke Booy en Erwin Vandenbergh. Onder trainer René Vandereycken moest de ranke verdediger zich tevreden stellen met een plaats op de bank. Ook onder diens opvolger Lei Clijsters werd hij aanvankelijk vooral als invaller ingeschakeld.
Pas vanaf het seizoen 1995/96 werd Ramčić een vaste waarde onder Clijsters. Ramčić speelde in die periode regelmatig aan de zijde van zijn landgenoot Suad Katana en hij toonde zich een sobere, maar secure verdediger. Ramčić toonde zich op het veld als aanwezige persoonlijkheid en had een aura. Hij speelde in totaal acht seizoenen voor de Buffalo's, met wie hij in 1999/2000 onder Trond Sollied derde werd in de competitie na respectievelijk RSC Anderlecht en Club Brugge. In de zomer van 1999 nam Ivan De Witte de club over van Van Milders. Ramčić bleef speler van Gent, maar sukkelde vanaf die periode met enkele blessures en was niet langer onbetwist basisspeler. 
In de zomer van 2001 ruilde hij Oost-Vlaanderen in voor de hoofdstad. De inmiddels 31-jarige Ramčić belandde bij het Brusselse RWDM, dat net naar eerste klasse was gestegen. Zijn trainer werd de tijdens het voorgaande seizoen bij Beveren ontslagen Emilio Ferrera. De ervaren verdediger, die weliswaar op het middenveld speelde en ploegmaat werd van onder meer Mike Origi, Ivica Jaraković, Eric Matoukou, Marius Mitu, Kris Temmerman en Ibrahim Kargbo, loodste de club naar de tiende plaats in het klassement. Omwille van financiële problemen werd de club medio 2002 opgeheven, waarna de Bosniër was genoodzaakt op zoek te gaan naar een nieuwe werkgever.
Ramčić ging aan de slag bij derdeklasser KV Oostende, met wie hij meteen vicekampioen werd. Hoewel Oostende in de eindronde niet voorbij Oud-Heverlee Leuven raakte, mocht de West-Vlaamse club toch naar tweede klasse. Reekswinnaar Berchem Sport kreeg immers geen licentie vast. Een jaar na de promotie werd Ramčić opnieuw vicekampioen met KV Oostende. De West-Vlamingen trokken in de eindronde het laken naar zich toe en steeg zo in twee jaar van derde naar eerste klasse.
De Bosniër keerde niet terug in de hoogste afdeling, want in de zomer van 2004 ruilde hij KV Oostende in voor tweedeklasser Eendracht Aalst. Die club verliet hij in de loop van het seizoen voor het Slovaakse FC Nitra. Daar zette hij in 2005 een punt achter zijn spelerscarrière.
In februari 2007 volgde hij Willy Wellens op als trainer van zijn ex-club KV Oostende. Naast het voetbal is hij ook actief in de horeca.